# Free Money
Pour plus de détails, voir Fiche technique et Distribution.
Free Money (ou Fric d'Enfer au Québec) est un film canadien réalisé par Yves Simoneau, sorti en 1998.

## Synopsis
Deux minables, embringués dans un mariage boiteux avec des jumelles, sont contraints de cohabiter sous le même toit que leur beau-père, un directeur de prison sadique. Afin d'échapper à leur vie misérable, ils projettent de dérober un butin transféré via un train postal. Mais tout ne se déroule pas comme prévu.

## Fiche technique
- Titre : Free Money
- Titre québécois : Fric d'Enfer
- Réalisation : Yves Simoneau
- Scénario : Tony Peck & Joseph Brutsman (it)
- Musique : Mark Isham
- Photographie : David Franco
- Montage : Yves Langlois
- Production : Nicolas Clermont
- Sociétés de production : Filmline International & Sheen/Michaels Entertainment
- Société de distribution : Behaviour Distribution
- Pays :  Canada
- Langue : Anglais
- Format : Couleur - Dolby Digital - 1.85:1
- Genre : Comédie
- Durée : 90 min

## Distribution
- Charlie Sheen (VF : Patrick Borg, VQ : Gilbert Lachance) :  Bud Dyerson
- Thomas Haden Church (VF : Constantin Pappas, VQ : Daniel Picard) : Larry
- Marlon Brando (VF : William Sabatier, VQ : André Montmorency) : Le Suédois
- Mira Sorvino (VF : Déborah Perret, VQ : Hélène Mondoux) : L'agent Karen Porlaski
- Donald Sutherland (VF : Bernard Tiphaine, VQ : Jean-Marie Moncelet) : Le juge Rolf Rausenberg
- Christin Watson (VQ : Anne Bédard) : Inga
- Holly Watson (VQ : Aline Pinsonneault) : Liv
- Roc LaFortune (VF : Gilbert Levy, VQ : lui-même) : Dwayne
- Jean-Pierre Bergeron (VF : Antoine Tomé, VQ : lui-même) : Lauter
- David Arquette (VQ : Sébastien Dhavernas) : Ned Jebee
- Rémy Girard (VQ : lui-même) : Louis
- Martin Sheen (VF : Marcel Guido, VQ : Mario Desmarais) : Le directeur de la prison